# Cureti
I Cureti (in greco antico: Κουρητες, Kourêtes, ovvero "giovani") sono un gruppo di divinità minori della mitologia greca, facente parte del corteggio di Rea, moglie di Crono. Furono più volte identificati con altre figure simili come i Coribanti o i Dattili. 

## Mito
Indicati come popolo dell'Etolia nel IX libro dell'Iliade di Omero, sono più spesso collegati al mito della nascita di Zeus: la madre Rea, al momento di partorirlo, per paura che anche l'ultimo dei suoi figli potesse essere inghiottito da Crono, fuggì a Creta; qui trovò i Cureti, cacciati dalla loro terra, l'Eubea, dal padre Saoco e approdati su quest'isola insieme alla madre Calcide (o Combe). Quando Rea partorisce Zeus, essi sono pronti a proteggere il bambino dalla famelicità di Crono. Le loro danze e il frastuono delle armi battute contro gli scudi riescono a nascondere i vagiti del piccolo Zeus.